# Bonapartenykus
Bonapartenykus (лат.) — вымерший род ящеротазовых динозавров из семейства альваресзаврид (Alvarezsauridae), живших во времена позднемеловой эпохи (83,6—66,0 млн лет назад) на территории современной Аргентины. Типовой и единственный вид — Bonapartenykus ultimus.
Вид назван и описан в 2011—2012 годах Федерико Агнолином, Хайме Пауэллом, Эмилио Фернандо Новасом и Мартином Кундратом. Название рода дано в честь аргентинского палеонтолога Хосе Фернандо Бонапарте, связывая его имя с древнегреческим словом ὄνυξ, onyx — «коготь». Видовое название с латыни означает «последний», ссылаясь на то, что динозавр является одним из последних членов семейства.
Голотип MPCA 1290 был найден на севере Патагонии в провинции Рио-Негро в слоях геологической формации Аллен (Allen Formation), которые датируются кампаном — маастрихтом. Представлен неполным посткраниальный скелетом, череп отсутствует. Сохранились: спинной позвонок, оба скапулокоракоида (одна из костей плечевого пояса), левая лобковая кость (сочленённая с лобковой ножкой подвздошной кости), левая бедренная кости и левая большеберцовая кость. Вместе с остатками скелета были обнаружены два яйца, а также несколько скоплений разбитой яичной скорлупы той же идентичности. Это даёт возможность учёным предположить, что скелет принадлежит женский особи. Они описаны как новый таксон ископаемый яиц (оопаратаксон) — Arraigadoolithus patagoniensis.
Bonapartenykus является довольно большим динозавром среди семейства альваресзаврид, с длиной тела около 1,5-2,5 метров и массой около 15 килограммов. Проведённые исследования разместили род Bonapartenykus в семейство альваресзаврид на основе тонких задних конечностей и узких костей плеч, выделив для него отдельную кладу (подсемейство) Patagonykinae, куда также был помещён род Patagonykus, найденный в той же области.